# Пружність гірських порід
Пру́жність гірськи́х порі́д (рос. упругость горных пород, англ. rock elasticity; нім. Gesteinselastizität f) — властивість відновлювати початкову форму і розміри після зняття механічного навантаження.
Повне відновлення можливе тільки у випадку, якщо не перевищена межа пружної деформації. Пружність гірських порід оцінюється параметрами пружності — коефіцієнтами пропорційності між напруженнями і відповідними їм пружними деформаціями. Пружність гірських порід зумовлює ефективність руйнування гірських порід механічними, термічними і електричними методами. Вона зумовлює також величину напруженого стану масивів гірських порід. Масиви, що мають високі значення параметрів пружности гірських порід як правило, небезпечніші за гірничими ударами.
Для випадку ізотропних гірських порід зв'язок між напруженнями і деформаціями виражається системою рівнянь, куди входять три параметри пружності: модуль Юнга (Е), модуль зсуву (G) і коефіцієнт Пуассона (v), пов'язані між собою рівнянням
G= Е/2(1 + v).
Якщо гірська порода знаходиться в умовах рівномірного всебічного стиснення, то зв'язок між напруженнями і відносною зміною її об'єму оцінюється модулем об'ємного стиснення К:
К=Е/3(1 — 2v).
Найвірогідніші значення модуля Юнга для гірських порід 104−3•105 МПа. Коефіцієнт Пуассона величина безрозмірна, що характеризує пряму пропорційну залежність між поперечними і поздовжніми деформаціями гірських порід (0,15–0,45).

## Визначення
Пружність гірських порід визначають фізичними методами: статичним — навантаженням під пресом і вимірюванням пружних деформацій зразка і динамічним — вимірюванням швидкостей поширення пружних коливань в г.п.
Існують експресні методи визначення пружності гірських порід, наприклад, за висотою відскоку від породи алмазного бойка або кульки (метод А. Ф. Шора) і ін. 